# كنيسة الدير

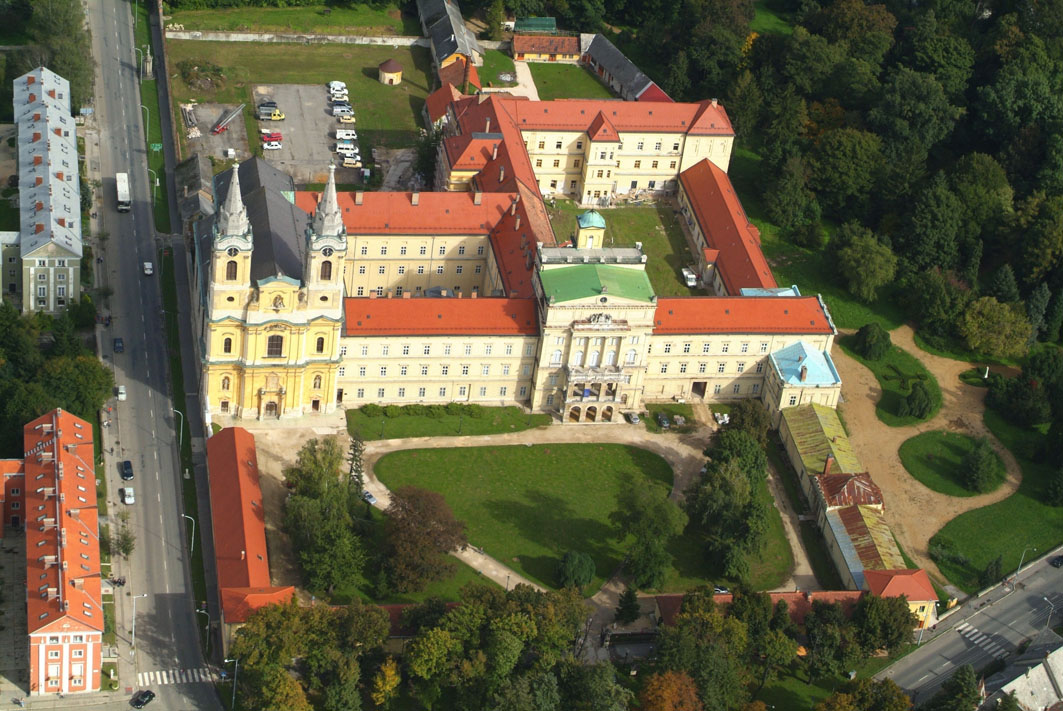
كنسية دير في هنغاريا

كنيسة الدير  هي مجمع كنسي كبير يتألف من كنيسة مع دير ملحق به يقطنه رئيس الدير ويكون تحت إشرافه.
تؤمن كنيسة الدير مكاناً للمارسة الشعائر الدينية المسيحية للرهبان والراهبات.

## اقرأ أيضاً
- كنيسة
- دير
- كاتدرائية